# アル・アハリ病院爆破事件
アル・アハリ病院爆破事件（アル・アハリびょういんばくはじけん）は、2023年10月17日、2023年パレスチナ・イスラエル戦争の最中、病院敷地内に1000人が避難し、院内に600人のスタッフや患者がいたガザ地区北部のアル・アハリ病院（アラビア語: المستشفى الأهلي العربي, al-Mustashfā al-Ahlī al-Arabi, アル＝ムスタシュファー・アル＝アハリー・アル＝アラビー、英語: al-Ahli Arab Hospital）で爆発が起きた。ガザ地区を実効支配するイスラム組織ハマスの政治部門のガザ保健省は死者数を471人と報告した。一方でアメリカの情報機関は100人から300人の間、AFP通信は欧州の情報筋の話として最大50人としている
爆発の原因については、ガザ保健省は、爆発はイスラエルの空爆によるものだと即時に非難した。イスラエル国防軍（IDF）はこれを否定し、爆発はパレスチナのイスラーム聖戦（PIJ）がガザ地区内から発射したロケット弾が失敗によって病院の駐車場へ着弾したことが原因だと発表した。

## 爆発
爆発は現地時間午後6時59分に中庭の駐車場で発生し、地平線上にオレンジ色の噴煙を上げた。爆発の映像は爆発の最初の音を捉えており「渦巻く音」と表現されている。現地では午後7時から7時20分の間に爆発があったと報告されている。アルジャジーラの生中継では午後6時59分、ガザ上空でまぶしい光が映し出された。この光は2回点滅した後に急激に方向を変え、その後に爆発した。
爆発による周囲の建物への大きな被害はなかった。翌日、爆発現場の駐車場では、ひっくり返った車両を含む、焦げ跡や炎上した車両が確認された。衝突地点にできた穴は「かなり浅い」と説明された。
近隣のアル・シファ病院で勤務する「国境なき医師団」のガッサン・アブ・シッタ医師によると、手術室の天井が陥没した。
また、爆発後にアル・シファ病院に搬送されてきた患者には、同医師によると爆発物の断片（shrapnel）で重傷を負った人などがいた。
爆発の原因は確定していない。
この爆発で死亡した人数や爆発の原因については、まだ検証されていない。ハマースが運営するガザ保健省は、爆発で471人が死亡したと発表した。

## 原因
ガザ保健省のユーセフ・アブー・アッ＝リーシュ次官は、イスラエルはアル・アハリ病院を爆撃する前段階として、2発の砲弾を発射したと述べた。最初の砲撃は10月14日夜に行われ、その後IDFから病院からの避難を要請する電話があった。軍は、最初の砲撃は警告であったと明らかにした。アブー・アッ＝リーシュ次官は記者会見で、砲弾と被害の写真を示しながら、このような砲撃による警告はガザ地区特有のものだとコメントした。
上記のようなハマース側の主張に対しIDFは「IDFの運用システムの分析は、ガザのテロリストによってロケット弾が発射され、攻撃時にガザのアル・アハリ病院のすぐ近くを通過したことを示している」と述べ、イスラーム聖戦が発射したロケット弾がアル・アハリ病院の上空で発射失敗により爆破したと説明した。
アメリカのバイデン大統領は「アメリカ国防省が示した情報」に基づき、「イスラエル以外の勢力が起こした」との見解を示した。
フランス軍事偵察局は「最も可能性の高いのは約5キロの負荷で爆発したパレスチナのロケット弾」、「この効果（約1メートル×75cm、深さ30〜40cmの着弾痕）を生み出すには約5キロの爆発物が必要で、10キロ未満である」と発表した。
日本外務省の小林麻紀外務報道官は「これまで確認した各種情報を十分に考慮し、総合的な判断としてイスラエル軍の攻撃によるものではないと考えている」と10月25日に述べた。
10月22日、ニューヨーク・タイムズは爆発原因検証の為、爆発物の断片（shrapnel）の提供をハマスに求めたが拒絶された。ハマス政治部門上級幹部のガーズィー・ハマド政府報道官は「ミサイルは水の中の塩の様に溶解してしまった」と同紙に説明した。
11月26日、国際的な人権団体であるヒューマン・ライツ・ウォッチ（HRW）は独自の調査の結果、パレスチナ側の発射したロケット弾の誤射により爆発が発生した公算が高いと発表した。
HRWによると、爆発物の残骸やそれを写した画像が公開されていないことから爆発の原因を断定することは不可能であったが、動画解析や目撃者への聞き取りなどの結果からイスラエル軍がガザ地区各地に投下している大型航空爆弾の可能性は極めて低く、発射者は不明としつつも「通常、パレスチナ武装勢力に使われているロケットを推進力とする武器」が病院に着弾した結果、爆発が起きたと結論付けた。また、ハマースが主張する死者数と負傷者数は、死者数と負傷者数の比率が不自然であると共に「現場の被害状況に対して不釣り合い」に見え、かつ他の推定と比べて異常に大きな数字であると指摘しているほか、ハマースの爆発物処理班が爆発直後、現場にあった爆発物の残骸を持ち去ったとの証言が得られたとし、ハマースとイスラエル軍双方に爆発に関するすべての情報を開示するよう求めた。

## 影響
この爆破を受けてレバノンの首都ベイルートの米国大使館の外にデモ隊が集まり、放火を行った。またフランス大使館にもデモ隊が集まり投石するなどの暴動が起き、レバノンは群衆を解散させるために催涙ガスが発射した。

また予定されていたバイデン米大統領のヨルダン訪問も当爆破事件を受けキャンセルとなった。

|                           | イスラエル首相 | Xの短文投稿より |
| @Prime Minister of Israel |                |                 |

             これは光の子と闇の子、人類とジャングルの掟との闘いである。
         

        16 October 2023

## 反応
- 国際連合：グテーレス事務総長や、ヴォルカー・ターク国連人権高等弁務官は「全く受け入れられない」と述べた[32][33]。
- 世界保健機関：事務局長がX（旧Twitter）で「WHOはアル・アハリ・アラブ病院への攻撃を強く非難する」と述べた[34]。
- アラブ連盟：アフマド・アブル・ゲイト議長は国家の指導者たちは攻撃に対応して「この悲劇を直ちに止めなければならない」と述べた。
- 欧州連合: 欧州委員会委員長ウルズラ・フォン・デア・ライエンは「悲観に暮れる」とコメントした。加えて「すべての事実を明らかにする必要がある」と主張した[35]。

- パレスチナ：アッバス議長は「おぞましい戦争の虐殺」「イスラエルはすべてのレッドライン（越えてはならない一線）を越えた」と述べた[36]。
- ハマース：イスマーイール・ハニーヤは襲われた責任はアメリカにあると主張した[36]。
- サウジアラビア：「イスラエル占領軍によって犯された凶悪な犯罪」と述べた[22]。
- トルコ：エルドアン大統領は「女性や子どもたち、罪なき市民がいる病院を攻撃することは、イスラエルによる人間の尊厳を欠く攻撃の最新の事例だ」とSNSで述べた[37]。
- ヨルダン：アブドゥッラー2世は、爆撃は「虐殺」であり、黙ることのできない「戦争犯罪」であると述べた[34]。
- エジプト：攻撃を「最も強い言葉で」非難する声明を発表し、さらなる国際法違反を防ぐよう求めた[34]。
- カタール：「ガザ地区に対するイスラエルの攻撃が病院、学校、その他の人口密集地を含むように拡大することは紛争に対する危険なエスカレーションである」とした[34]。
- カナダ：トルドー首相は攻撃を非難し、戦時国際法を遵守することの重要性を強調した[34]。
- イラン：イランの国営メディアが報じたところでは、イラン外務省は空爆を「非武装で無防備な人々」への攻撃だと非難している[34]。
- 日本：上川陽子外相が「罪のない一般市民に多大な被害が発生し、強い憤りを覚える」とする談話を発表した[38][39]。
- イギリス: ジェームズ・クレバリー外務大臣は、「アル・アハリ病院での悲劇的な人命損失をめぐって結論を急いだ」と思われる人々への指弾を含み、「これを誤れば、さらに多くの人命を危険にさらすことになる」と主張した[35]。
- ドイツ: ショルツ首相は「ぞっとする」と述べたうえでは「徹底的な調査を求める」とした[35]。
- インド: モディ首相は「関係者は責任を負うべきだ」とコメントした[40]。

## 戦時下及び情報戦下での報道のあり方
この爆発を巡っては、ハマス政治部門の爆発直後に発表した原因や死者数を検証することなく多くのメディアが情報をそのまま報道し、その後原因が確定していないことや死者数の検証が出来ていないことの指摘を受けて記事を修正する事態が相次いだ。
ニューヨーク・タイムズは後日編集後記において、初期報道の電子版での特報やソーシャルネットワークでのアラート投稿において「ハマスの主張に頼りすぎていた。読者に誤った印象を与えた」とし、原因などが確定していない未検証かつ不確かな情報における報道のありかたを改め、重大事案を報じる場合の手順を検証すると記した。

## 病院名
病院名称はメディアによって複数通りあり、旧名称で呼ばれていることも少なくない。日本国内外の機関・メディアでも多くの呼称・表記が流通しているが、全て同一の病院を指す。

### アラビア語名

#### 現在名称
المستشفى الأهلي العربي
（al-mustashfā al-ahlī al-ʿarabī, アル＝ムスタシュファー・アル＝アハリー・アル＝アラビー）
ムスタシュファーは「病院」、アハリーは「ナショナル」、アラビーは「アラブの」を意味する形容詞。

#### 別名
アラブメディアでは旧名称による報道が多い。
المستشفى المعمداني
（al-mustashfā al-maʿmadānī, アル＝ムスタシュファー・アル＝マアマダーニー）
「バプテスト（バプティスト）病院」の意。英語記事では「Baptist Hospital」。
مستشفى المعمداني
（mustashfā al-maʿmadānī, ムスタシュファー・アル＝マアマダーニー）
「バプテスト（バプティスト）病院」の意。英語記事では「Baptist Hospital」。
المستشفى الإنجليزي
（al-mustashfā al-ingilīzī, アル＝ムスタシュファー・アル＝インギリーズィー）
最初期の病院名で地元民が依然として使用。「アングリカン病院」の意。英語記事では「Anglican Hospital」。

### 英語名
病院公式英語名：Ahli Arab Hospital（アハリー・アラブ・ホスピタル）
その他英字表記：al-Ahli Arab Hospital
その他、旧名称による通称「Baptist Hospital」「Anglican Hospital」など。

### 日本語表記
日本のキリスト教系複数サイトでは「アハリー・アラブ病院」「アハリー病院」「アル・アハリ聖公会病院」、外務省公式サイトのパレスチナ関連支援報告書では「アル＝アハリー病院」、外務省による談話記録では「アングリカン・アル・アハリ病院（又はバプティスト病院）」、駐日パレスチナ常駐総代表部の公式X（旧・Twitter）では「アルアハリー病院」となっている。
また病院爆破事件を報じる日本語の各メディアでは「アル・アハリ・アル・アラビ病院」「アル・アハリ・アラブ病院」「アハリ・アラブ病院」、病院名の前半部分のみを用いた「アル・アハリ病院」、旧名に依拠した「バプテスト病院」などとなっている。